# Halocynthia igaboja
Halocynthia igaboja is een zakpijpensoort uit de familie van de Pyuridae. Het is inheems in de noordoostelijke Grote Oceaan. Deze soort werd voor het eerst beschreven in 1906 door de Japanse zeebioloog Asajiro Oka, die hem de naam Cynthia ritteri gaf. Het werd later overgebracht naar het geslacht Halocynthia.

## Beschrijving
Solitaire manteldieren zoals Halocynthia igaboja hebben een ruwweg bolvormig lichaam met een leerachtige lichaamswand of mantel, en twee sifons. De buccale sifon zuigt water in het lichaam en de atriale sifon verdrijft water. Bij deze soort is de mantel donkerbruin, maar wordt hij bijna onzichtbaar gemaakt door de talrijke grote, vertakte, stekelachtige uitsteeksels die hem bedekken. De langste stekels dragen ringen van teruggebogen secundaire stekels. De sifons zijn vaak roodachtig of oranjeachtig van kleur; de buccale sifon bevindt zich aan de bovenkant van het dier en is omgeven door twaalf tot vijftig tentakels, terwijl de atriale sifon zich op een derde tot de helft van het lichaam bevindt. Met een maximale hoogte van 10 cm en een breedte van 2 tot 5 cm, is dit een van de grootste solitaire zakpijpen in de noordwestelijke Pacifische Oceaan. Het kan worden verward met Boltenia echinata, maar die is helemaal stekelvormig en groter.

## Verspreiding en leefgebied
Halocynthia igaboja wordt gevonden in Japan, Zuidoost-Azië en de Pacifische kust van Noord-Amerika, van Alaska tot Californië. Het geeft de voorkeur aan rotsachtige of grindachtige leefomgevingen met krachtige stromingen, met een dieptebereik van het getijdengebied tot ongeveer 165 meter.

## Ecologie
Halocynthia igaboja is een filtervoeder, die water door zijn lichaam trekt en het plankton en ander organisch materiaal eruit filtert. Afval en diatomeeën hebben de neiging zich op te hopen op de stekelige uitsteeksels wanneer de waterstroom te zwak is, waardoor het dier bijna onzichtbaar wordt. De stekels fungeren als verdediging tegen Fusitriton oregonensis, een buikpotig weekdier. De borstelige zakpijp Boltenia villosa, leeft in hetzelfde leefgebied maar is minder stekelig; het verdedigt zichzelf door een epibiont te worden en zich bij voorkeur op de stekels van de zee-egel te vestigen.